# おんなは度胸!ビーチSUMO
『おんなは度胸!ビーチSUMO』（おんなはどきょう ビーチすもう）とは、関西テレビほか近畿地方・中国地方・四国地方のFNS系列6局で放送された相撲番組。第1回目は『おんなは度胸!ビーチSUMO〜みんなでシコふんじゃったSP〜』のタイトルで2005年9月4日に放送。第2回目は『おんなは度胸!ビーチSUMO2006』のタイトルで2006年9月2日に放送された。

## 概要
海岸の砂浜（ビーチ）で行われる女相撲の模様を放送していた特別番組で、近畿・中国・四国の3地域で予選大会が、神戸市の須磨ビーチで「“ビーチSUMO”西日本決勝大会」（2005年・2006年ともに8月20日に開催）が行われた。女性タレントも出場した。

## キャスト
- 大会委員長（司会）：大平サブロー（第1回目・第2回目ともに担当）
- 審判委員長：旭道山（同じく第1回目・第2回目ともに担当）
- 解説：オール巨人 → 桂きん枝
- 行司：オール阪神 → なかやまきんに君
- プロデューサー：高島公美 → 加藤雅也（いずれも関西テレビ）
- ディレクター：生垣晃（関西テレビ）
- 構成：萩原芳樹
- 制作：関西テレビ放送、岡山放送、山陰中央テレビジョン放送、テレビ新広島、テレビ愛媛、高知さんさんテレビ